# Edmond Fleg
Pour les articles homonymes, voir Fleghenheimer.
Edmond Flegenheimer, dit Edmond Fleg, né le 26 novembre 1874 à Genève et mort le 15 octobre 1963 à Paris, est un écrivain, philosophe, romancier, essayiste et homme de théâtre suisse et français de religion juive. Il est l’une des grandes figures du judaïsme français du XXe siècle, selon Bernard-Henri Lévy.

## Biographie

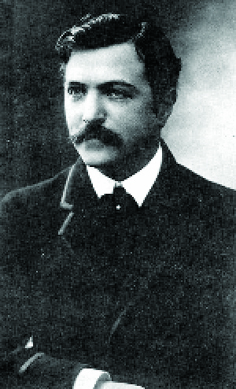
Edmond Fleg

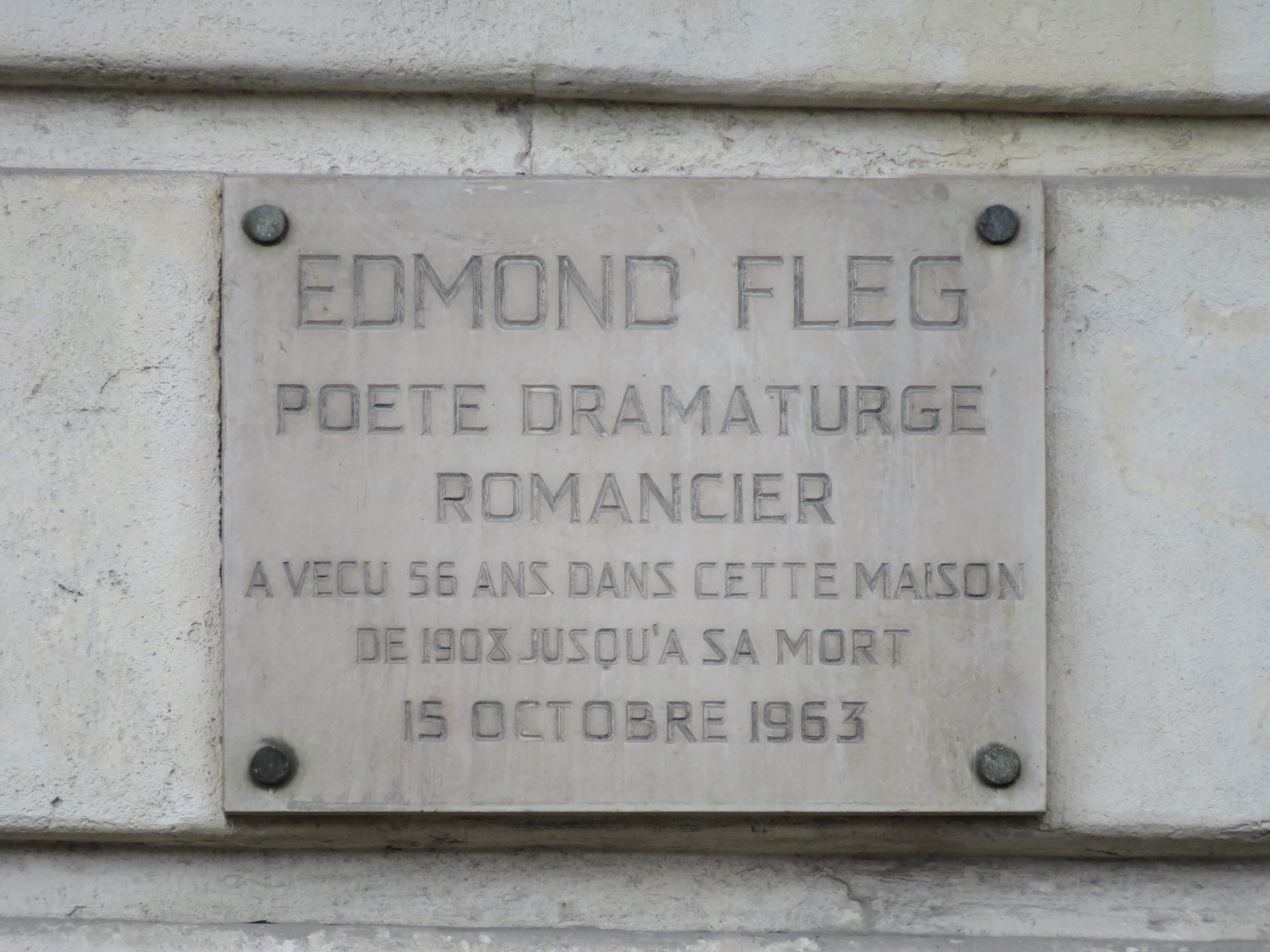
Plaque 1a quai aux Fleurs (Paris), où il vécut.

Il était le fils de Maurice Flegenheimer, négociant, et de Clara Nordmann, et le cousin de Julien Flegenheimer. Après avoir été élève du gymnase de Genève, il poursuivit ses études à Paris à partir de 1892. Admis en 1895 à l'École normale supérieure (section Lettres), il fut reçu 1er à l'agrégation d'allemand en 1900.[réf. incomplète]
Alors qu'il était né de parents religieux, mais incapables de transmettre leur pratique du judaïsme à leur fils, c'est l'affaire Dreyfus qui marqua son rapprochement et son ancrage à la religion juive. Il a été impressionné par Israël Zangwill, un des premiers partisans du sionisme. Après avoir combattu dans la Légion étrangère pendant la Première Guerre mondiale, il a passé sa vie à approfondir ses connaissances du judaïsme et à les faire partager à travers ses écrits.
Il se marie le 10 décembre 1907, avec Madeleine Bernheim (1887-1973), et ils auront deux fils, Maurice, qui tombera pendant la Seconde Guerre mondiale, et Daniel, qui se donnera la mort en novembre 1939 car une grave maladie l'empêchait de s'engager dans l'armée française,,.
Il est décoré de la Croix de Guerre 1914-1918.
Il est naturalisé français en 1921.
Il meurt en 1963 et est enterré au cimetière de Grimaud (Var), proche du Vieux Moulin, où il repose aux côtés de ses deux fils.
Il est l’auteur d'une vaste fresque poétique en quatre volumes : "Écoute Israël", "L'Éternel est notre Dieu", "L'Éternel est Un", "Et tu aimeras l'Éternel". Il a également traduit une partie de la Bible en français : "Le Livre du Commencement : Genèse" (1946) et "Le livre de la sortie d’Égypte" (1963).
Par ailleurs il a écrit le livret de deux opéras : Macbeth d'Ernest Bloch et Œdipe de Georges Enesco.
Dès les années 1920, il fut le président d'honneur des Éclaireurs israélites de France (E.I.F.), l'inspirateur et le conseiller de son fondateur Robert Gamzon. C'est lui qui poussa Robert Gamzon à admettre comme membre "tout celui qui se considérait comme juif" et non celui qui était juif selon la stricte définition de la Loi juive. Il devient président effectif en 1935. Pendant la seconde guerre mondiale il eut une influence spirituelle importante sur les cadres du mouvement de jeunesse. Il intervint également à plusieurs reprises à Vichy en faveur de ce mouvement. En 1949, il est remplacé par Léon Meiss, président du Consistoire central, mais resta toujours proche de ceux qu'il appelait "ses petits éclaireurs" et qu'il considérait comme ses enfants adoptifs après la mort de ses deux fils.
Edmond Fleg fonde l’Amitié judéo-chrétienne de France avec Jules Isaac, en 1948. Il devient aussi membre, après la Seconde Guerre mondiale, de l'Alliance israélite universelle.

## Philosophie

### Le franco-judaïsme
Edmond Fleg s’inscrit dans le cadre du franco-judaïsme « dont le grand postulat était que le judaïsme et la république, c’est la même chose ; que la Torah et les droits de l’homme ont, au fond, le même contenu ; et que s’il est possible d’être français et juif, s’il est finalement si facile d’être les deux, c’est qu’il y a identité substantielle entre le message prophétique et la révolution de 1789 », note Bernard-Henri Lévy. Ainsi, quand Edmond Fleg soutient que « tout homme dont le cœur est plein de miséricorde est l’incarnation de l’espoir juif » ou que le judaïsme n’est rien d’autre que « le rêve de paix entre les hommes », il définit l’énoncé franco-judaïque type, selon Lévy.
Cependant, après la Seconde Guerre mondiale, le judaïsme français traverse une crise, due au traumatisme de la Shoah et à la difficulté de concilier l’idéal de la France républicaine et la réalité du fascisme français vécue durant le régime de Vichy. Fleg mesure la portée de cette crise. Il redonne une vie nouvelle au franco-judaïsme en opérant « un certain nombre de déplacements, de percées, de réévaluations ».

### Pourquoi je suis juif
Dans « Pourquoi je suis juif », publié en 1927, Fleg plaidait déjà la cause d’un « retour au judaïsme », compris comme un retour à l'étude de la littérature juive et de sa pensée. Pour lui, elle passe notamment par la traduction de la Bible et par l'affirmation de sa judéité. Fleg crée avec Emmanuel Levinas et Jean Halpérin, le Colloque des intellectuels juifs de langue française en 1957, afin de faire renaître les études juives en France.
Dans sa traduction des deux premiers volumes du Pentateuque, Fleg réussit à transporter dans la langue française « la rugosité, les sonorités, le souffle, des mots et, plus encore, des noms de l’hébreu », en rompant avec l’habitude de christianiser le texte juif et de faire « parler les prophètes comme des personnages de Racine », selon Lévy.

### L’Amitié judéo-chrétienne
Fleg se consacre, après la guerre, à la création de l' Amitié judéo-chrétienne de France, un cercle de rencontres et de débats fondé sur l’idée que le christianisme et le judaïsme impliquent « une double phase pour arriver à la même chose». Il part de « l’idée, complètement neuve, que juifs et chrétiens sont des égaux, qu’ils peuvent et doivent parler d’égal à égal, qu’il y a là deux expériences représentant deux voies d’accès aussi légitimes l’une et l’autre, à la vérité et à l’être », note Lévy.

### Israël et la Diaspora
Fleg est l’un des premiers sionistes français, au lendemain de l’affaire Dreyfus, quand se crée un petit cercle de Juifs, autour de Bernard Lazare, qui envisagent l’hypothèse d’un retour à Sion.
Le sionisme, alors, n’est pas pensable dans le cadre du franco-judaïsme, puisque la République française représente l’idéal. Et, pourtant, Fleg conçoit qu’il est possible d’entrevoir un autre destin pour un Juif. Pour autant, le choix de vivre en Diaspora ne lui semble pas méprisable. Fleg plaide pour une dialectique entre Israël et la Diaspora, pour leur apport réciproque, pour leur double vertu. « Si, actuellement, un grand souffle vient d’Israël vers la Diaspora, il se peut que quelque inspiration encore puisse venir de la Diaspora vers Israël », dit-il, à la fin des années 1950, dans une discussion avec Éliane Amado Levy-Valensi et Emmanuel Levinas.
Fleg plaide également pour la fin du clivage entre juifs français et juifs étrangers ; pour l’intégration du travail social dans les missions des institutions juives ; pour la réconciliation des juifs « orthodoxes » et des juifs « libéraux » ; pour la lutte contre l’antisémitisme et pour la transmission aux jeunes enfants de la mémoire de la Shoah. Fleg redéfinit ainsi le judaïsme français dans le cadre républicain, sans céder sur « aucune de leurs deux identités », selon Lévy.

## Œuvres
- Le Trouble-fête, pièce de théâtre (1913)
- Anthologie juive (1923)
- Anthologie de la pensée juive, éd. J'ai Lu, 2006 (ASIN B000LW72CG)
- L'Enfant prophète (1926)
- Pourquoi je suis juif (1927), Éd.:  Les Belles Lettres; 1995), - (ISBN 978-2251440408)
- Le Juif du pape, pièce de théâtre (1925)
- La Maison de bon dieu, pièce de théâtre (1920)
- Le Marchand de Paris (1929), comédie en 3 actes, représentée pour la première fois à la Comédie-Française le 5 mars 1929, avec Marie Bell et Maurice de Féraudy[9]
- Ecoute, Israël...version nouvelle, Paris, Société générale d'imprimerie et d'édition, Gallimard, (30 janvier 1936), 239 p. Prix Artigue de l’Académie française en 1937
- Le Chant nouveau (1946), Albin Michel, 1972  (ISBN 2-226-04762-X)
- Le Livre du Commencement : Genèse (1946)
- Justice, co-écrit avec Albert Bayet, Julien Benda et Stanislas Fumet, illustrations de Gabriel Zendel, Copped, 1947.
- Moses (1948), rééd. Moïse raconté par les sages, Albin Michel, 1997  (ISBN 2-226-09289-7)
- Nous de l'Espérance (1949)
- Le Livre de la sortie d’Égypte (1963).
- Correspondance d'Edmond Fleg pendant l'affaire Dreyfus, éditée par André E. Elbaz, Paris 1976
- Jésus raconté par le Juif errant, Albin Michel, 2000  (ISBN 2-226-06517-2) "
- Écoute Israêl, l'Éternel est notre Dieu, l'Éternel, Recueil de poèmes, Éditions Flammarion, 1954. Rachi est un poème extrait de l'œuvre précédente.
- Vers le monde qui vient Collection "Présences du judaïsme", Éditions Albin Michel, Paris 1960
- (de) L'Enfant prophète, roman, Huber & Co, Frauenfeld (Suisse), 2003  — Le roman l'Enfant prophète, édité par Charles Linsmayer avec une biographie et beaucoup de photos inédites d'Edmond Fleg, est un texte qui s'occupe pour la première fois aussi de la disparition mystérieuse du fonds Edmond Fleg en 1973, après la mort de sa veuve, de l'appartement parisien du couple. Le livre n'existe qu'en allemand. Son titre exact est : Edmond Fleg - L'Enfant prophète/Das Prophetenkind. In der Übersetzung von Giovanna Waeckerlin-Iduni deutsch neu herausgeben und mit einem biographischen Nachwort versehen von Charles Linsmayer. Reprinted by Huber Nr. 21, Verlag Huber, Frauenfeld,  (ISBN 3-7193-1367-0).